# 다케마쓰촌
다케마쓰촌(竹松村)은 나가사키현 히가시소노기군에 설치된 촌이다. 